# Birmingham City W.F.C.
Birmingham City Womens F.C. er en engelsk fodboldklub for kvinder, der er en del Birmingham City F.C.. Klubben var en af grundlæggerne til FA Women's Super League i 2011, og spiller i den højeste liga for kvindernes fodbold i England. Holdet spiller deres hjemmekampe i Damson Park, som også er hjemmebane for Solihull Moors F.C..